# 유쾌한 두뇌검색
《유쾌한 두뇌검색》은 2005년 3월 3일부터 2005년 11월 24일까지 SBS TV에서 방송된 예능 프로그램이다.

## 기획 의도
5가지 유형의 재미있는 퀴즈의 정답을 패널 6명이 맞히는 형식의 버라이어티 쇼 프로그램이다.

## 출연진
- 조형기
- 안선영
- 현영
- 하하
- 이주현

## 같이 보기
- 두뇌
- 퀴즈